# Jim (Le avventure di Huckleberry Finn)

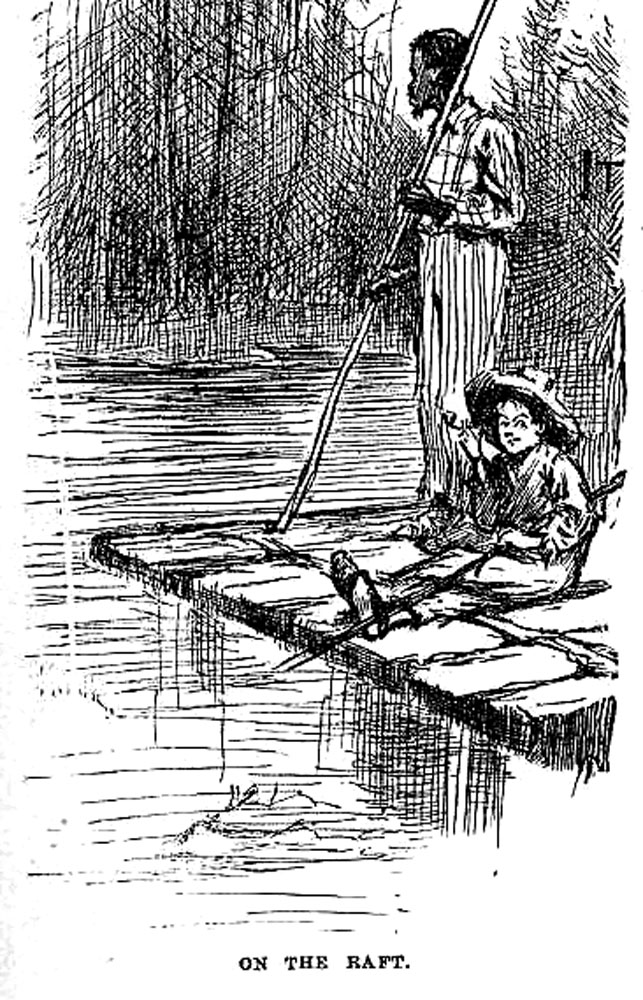
Huck & Jim, illustrazione di E. W. Kemble, edizione del 1884.

Jim è un personaggio immaginario creato dallo scrittore statunitense Mark Twain. Da un certo momento in poi diventa co-protagonista effettivo, assieme ad Huck, del romanzo per ragazzi Le avventure di Huckleberry Finn.
Il libro racconta il suo viaggio, accompagnato dall'amico, a bordo di una zattera lungo il Mississippi attraverso gli Stati Uniti d'America meridionali anteguerra (prima della Guerra di secessione americana).
Jim è uno schiavo di colore fuggitivo, sposato e con due figli; Huck è invece un ragazzo bianco appena tredicenne, che si unisce a lui cercando d'aiutarlo nonostante la sua comprensione convenzionale della legge glielo vieti.

## Ispirazione del personaggio
La figura di Jim potrebbe esser stata modellata «sull'astuto, saggio, gentile e sempre bonario» ex schiavo afroamericano George Griffin, impiegato da Twain in qualità di maggiordomo a partire dal 1879 e sempre trattato come un confidente.

## Biografia romanzata[3][4]
Il personaggio è introdotto all'inizio del secondo capitolo; viene veduto a mezzanotte da due ragazzi, Huck e Tom, in piedi sulla soglia delle cucine in cui lavora: è in attesa di qualcosa e dopo un po' si siede davanti alla porta assopendosi. Avvicinatisi, i due giovani cominciano a parlare con lui, fino a che l'uomo comincia a raccontar loro una storia di fantasmi.
Il carattere e le percezioni di Jim dominano il romanzo e comprendono la sua sensibilità e spiritualità, la tenerezza che prova nei confronti dei genitori, oltre al forte sentimento di nonviolenza: si rifiuta di aggredire di sorpresa due ladri mentre stanno dormendo ubriachi.
Quando gli stessi ladri cercano di vendere Jim al mercato degli schiavi, la pericolosa situazione in cui questi si viene a trovare viene parodiata in una serie di scherzi clowneschi che rivelano la sua longanimità e lo spirito nobile.

## Ricezione accademica
Le avventure di Huckleberry Finn si trova in gran parte ad esser in sintonia con la situazione degli schiavi fuggiaschi e critica l'istituzione stessa della schiavitù: «La logica di Jim, la sua compassione ed intelligenza, ma soprattutto la lealtà dimostrata nei confronti di Huck, Tom e la propria famiglia, lo trasformano in una figura eroica» (Cliff Notes).
Tuttavia, a partire dal XX secolo, il romanzo di Twain è stato spesso criticato proprio perché raffigura Jim come uno stereotipo: secondo il professor Railton dell'università della Virginia, l'autore non è riuscito completamente ad oltrepassar gli stereotipi riguardanti i neri che i lettori bianchi della sua epoca avevano.
Twain è quindi ricorso ad un "minstrel show" in stile comico per fornire un facile umorismo a spese di Jim, finendo in tal maniera col conformarsi, piuttosto che sfidarli, con gli stereotipi razzisti del tardo XIX secolo imperanti negli Stati Uniti.

## Filmografia
| Anno | Film                                                                                       | Attore                    | Note                                                                                  |
| ---- | ------------------------------------------------------------------------------------------ | ------------------------- | ------------------------------------------------------------------------------------- |
| 1920 | Huckleberry Finn                                                                           | George H. Reed            | Basato su Le avventure di Huckleberry Finn.                                           |
| 1931 | Huckleberry Finn                                                                           | Clarence Muse             | Sequel di Tom Sawyer (1930). Basato su Le avventure di Huckleberry Finn.              |
| 1939 | Le avventure di Huckleberry Finn (The Adventures of Huckleberry Finn)                      | Rex Ingram                | Basato su Le avventure di Huckleberry Finn.                                           |
| 1944 | Il pilota del Mississippi (The Adventures of Mark Twain)                                   | Frederick Spencer         | Film su Mark Twain                                                                    |
| 1952 | Huckleberry Finn                                                                           | Orlando Martins           | Serie TV. Basata su Le avventure di Huckleberry Finn.                                 |
| 1953 | "The Adventures of Huckleberry Finn"                                                       | Sugar Ray Robinson        | Episodio della serie televisivaExcursion. Basato su Le avventure di Huckleberry Finn. |
| 1957 | "The Adventures of Huckleberry Finn"                                                       | Earle Hyman               | Episodio della serie The United States Steel Hour                                     |
| 1960 | Le avventure di Huck Finn (The Adventures of Huckleberry Finn)                             | Archie Moore              | Basato su Le avventure di Huckleberry Finn.                                           |
| 1967 | Huckleberry Finn                                                                           | Ibrahim Seck              | Film TV                                                                               |
| 1973 | Un ragazzo perduto - Le avventure di Huckleberry Finn (Sovsem propashchiy)                 | Feliks Imokuede           | Basato su Le avventure di Huckleberry Finn.                                           |
| 1974 | Huckleberry Finn (Huckleberry Finn)                                                        | Paul Winfield             | Basato su Le avventure di Huckleberry Finn.                                           |
| 1975 | Huckleberry Finn                                                                           | Antonio Fargas            | Film TV. Basato su Le avventure di Huckleberry Finn.                                  |
| 1979 | Huckleberry Finn e i suoi amici (Huckleberry Finn and His Friends)                         | Blu Mankuma               | Serie TV                                                                              |
| 1981 | Le avventure di Huckleberry Finn (The Adventures of Huckleberry Finn)                      | Brock Peters              | Film TV. Basato su Le avventure di Huckleberry Finn.                                  |
| 1984 | The Adventures of Huckleberry Finn                                                         | Alistair Duncan (voce)    | Film TV animato                                                                       |
| 1986 | The Adventures of Tom Sawyer                                                               | Samm-Art Williams         |                                                                                       |
| 1990 | Il ritorno di Tom Sawyer (Back to Hannibal: The Return of Tom Sawyer and Huckleberry Finn) | Paul Winfield             | Film TV. Immaginario sequel delle storie di Mark Twain                                |
| 1993 | Le avventure di Huck Finn (The Adventures of Huck Finn)                                    | Courtney B. Vance         | Basato su Le avventure di Huckleberry Finn.                                           |
| 2012 | Le avventure di Huckleberry Finn (Die Abenteuer des Huck Finn)                             | Jacky Ido                 | Basato su Le avventure di Huckleberry Finn.                                           |
| 2014 | Tom Sawyer & Huckleberry Finn                                                              | Miles Mussenden           |                                                                                       |
| 2015 | Band of Robbers                                                                            | Daniel Edward Mora        |                                                                                       |
| 2015 | Huck Finn and the Five Boons                                                               | Christopher L. McAllister | Cortometraggio.                                                                       |